# Boeing MSA
Boeing MSA (Maritime Surveillance Aircraft) – prototypowy morski samolot patrolowy Boeinga bazowania lądowego, będący demonstratorem technologii mających zostać wykorzystanych w budowie docelowego samolotu. Maszyna prototypowa wykorzystuje płatowiec Bombardier Challenger 604, seryjne samoloty mają powstać w oparciu o model Bombardier Challenger 605.

## Historia
Na przełomie pierwszych dziesięcioleci XXI wieku Boeing rozpoczął prace analityczne mające na celu ocenę zapotrzebowania na niewielkie, morskie samoloty patrolowe. Oferowany przez Boeinga samolot Boeing P-8 Poseidon, z rozbudowanymi systemami rozpoznania, a co za tym idzie dużymi kosztami utrzymania i eksploatacji, nie spełniał oczekiwań krajów oczekujących mniej wyrafinowanej konstrukcji a także nie dysponujących zbyt zasobnym portfelem. Aby zaistnieć w tym segmencie rynku lotniczego, amerykańska firma z własnych środków finansowych rozpoczęła projekt mający na celu opracowanie niewielkiego samolotu morskiego, zdolnego do prowadzenia działań rozpoznawczych i patrolowych. W pracach wykorzystano doświadczenia zebrane podczas rozpoczętego w 2000 roku program Multimission Maritime Aircraft, w ramach którego powstał P-8 Poseidon. Zakładano, że nowa konstrukcja będzie posiadała 80% możliwości swojego większego kuzyna, ale przy znacząco niższych kosztach eksploatacji. Aby maksymalnie zminimalizować koszty, demonstratorem technologii mających zostać użytych w docelowej maszynie zrobiono znajdującego się we flocie Boeinga Challengera 604. Maszyna od 2006 roku służyła jako środek transportu dla członków zarządu firmy. Po zakupie większego modelu Challenger 605, samolot został wycofany z pełnienia dotychczasowej funkcji i zaadaptowano go do pełnienia nowej roli. W 2013 roku zakończono przebudowę samolotu, której podjęła się kanadyjska firma Field Aviation, mająca już doświadczenie w tego typu programach. Firma była odpowiedzialna za przebudowę trzech maszyn Challenger 604 dla Królewskich Duńskich Sił Powietrznych w latach 2001 - 2003. Demonstrator technologii Boeinga do swojego pierwszego lotu wzbił się 28 lutego 2014 roku. W tym samym roku maszynę zaprezentowano publicznie na Farnborough International Airshow. Faza badawczo-rozwojowa nowej maszyny oficjalnie została zakończona w styczniu 2015 roku, kiedy to samolot otrzymał pełny certyfikat amerykańskiej Federal Aviation Administration.

## Wyposażenie
Demonstrator został wyposażony w stację radiolokacyjną Selex ES Seaspray 7300, którą umieszczono w podkadłubowym zasobniku, system rozpoznawania sygnałów elektronicznych ESM, identyfikacji jednostek pływających AS oraz optoelektroniczną głowicę obserwacyjną FLIR Systems Star Safire 380-HD. Załogę stanowi dwóch pilotów i trzech operatorów. Operatorzy obsługują wielofunkcyjne konsole przedstawiające dane pozyskane z własnych czujników, jak również mogące prezentować dane pozyskane z zewnętrznych źródeł. Docelowym samolotem MSA ma być większy model Challanger 605, na jego pokładzie ma się znaleźć miejsce dla pięciu operatorów systemów rozpoznawczych samolotu, dodane belki mają umożliwić przenoszenie uzbrojenia, a kabina pilotów ma być wyposażona w system awioniki Rockwell Pro Line 21 ze wskaźnikami HUD. Boeing tworzy maszynę o otwartej architekturze i deklaruje możliwość wyposażenia samolotu pod kątem specyficznych wymagań potencjalnych klientów.